# Kaze wa fuiteiru
Kaze wa fuiteiru (風は吹いている? lett. "Il vento sta soffiando") è il ventitreesimo singolo del gruppo di idol giapponesi AKB48, pubblicato il 26 ottobre 2011.
Il titolo del singolo è stato annunciato dal gruppo davanti ai 20,000 fan presenti all'evento tenuto per celebrare il lancio del ventiduesimo singolo delle AKB48, Flying Get, presso il Nagoya Dome il 4 settembre.
Il singolo è stato distribuito in cinque differenti versioni: "Tipo A", in edizione normale e limitata, "Tipo B", in edizione normale e limitata e una "Theater Edition".

## Tracce
"Tipo A"
CD
1. Kaze wa fuiteiru (風は吹いている?) - 3:39
2. Kimi no senaka (君の背中?) - 4:11
3. Vamos - 4:23
4. Kaze wa fuiteiru (Off Vocal Ver.) (風は吹いている off vocal ver.?) - 3:39
5. Kimi no senaka (Off Vocal Ver.) (君の背中 off vocal ver.?) - 4:11
6. Vamos (Off Vocal Ver.) - 4:23

DVD
1. Kaze wa fuiteiru music video (風は吹いている Music Video?)
2. Kimi no senaka music video (君の背中 Music Video?)
3. Vamos music video
4. Kaze wa fuiteiru music video (Dance! Dance Dance! Ver.) (風は吹いている Music Video（DANCE! DANCE! DANCE! ver.?)
5. Tokuten eizō AKB48 conte 'Feromon Keiji'-hen (特典映像 AKB48コント 「フェロモン刑事」編?)

"Tipo B"
CD
1. Kaze wa fuiteiru (風は吹いている?)
2. Kimi no senaka (君の背中?)
3. Gondola Lift (ゴンドラリフト?)
4. Kaze wa fuiteiru (Off Vocal Ver.) (風は吹いている off vocal ver.)?)
5. Kimi no senaka (Off Vocal Ver.) (君の背中 off vocal ver.?)
6. Gondola Lift (Off Vocal Ver.) (ゴンドラリフト off vocal ver.?)

DVD
1. Kaze wa fuiteiru music video (風は吹いている Music Video?)
2. Kimi no senaka music video (君の背中 Music Video?)
3. Gondola Lift music video (ゴンドラリフト Music Video?)
4. Kaze wa fuiteiru music video (Dance! Dance Dance! Ver.) (風は吹いている Music Video（DANCE! DANCE! DANCE! ver.）?)
5. Tokuten eizō AKB 48 conte `Taxi'-hen (特典映像 AKB48コント「タクシー」編?)

"Theater Edition"
CD
1. Kaze wa fuiteiru (風は吹いている?)
2. Kimi no senaka (君の背中?)
3. Tsubomitachi (蕾たち?)
4. Kaze wa fuiteiru (Off Vocal Ver.) (風は吹いている off vocal ver.?)
5. Kimi no senaka (Off Vocal Ver.) (君の背中 off vocal ver.?)
6. Tsubomitachi (Off Vocal Ver.) (蕾たち off vocal ver.?)

## Classifiche
| Classifica (2011) | Posizione più alta |
| ----------------- | ------------------ |
| Giappone (Oricon) | 1                  |